# Овсяник Марія Павлівна
Марія Павлівна Овсяник (12 лютого 1924, тепер Краснокутського району Харківської області — ?) — українська радянська діячка, новатор сільськогосподарського виробництва, доярка колгоспу імені Сталіна («Маяк») Краснокутського району Харківської області. Депутат Верховної Ради УРСР 5-го скликання. Герой Соціалістичної Праці (26.02.1958).

## Біографія
Народилася у селянській родині. Під час німецько-радянської війни була вивезена на сільськогосподарські роботи до Німеччини.
У 1940—1960-ті роки — доярка колгоспу імені Сталіна («Маяк») смт. Краснокутська Краснокутського району Харківської області. Протягом багатьох років систематично добивалась високих надоїв молока — 6 тисяч літрів від кожної із закріплених за нею корів.
Ударник комуністичної праці Марія Овсяник була учасником Всесоюзної сільськогосподарської виставки, кількох республіканських нарад передовиків сільського господарства в Києві. Досвід Марії Овсяник став надбанням багатьох доярок Краснокутського району.
З середини 1960-х років — завідувач дитячих ясел смт. Краснокутська Краснокутського району Харківської області.
Потім — на пенсії у селі Степанівці Краснокутського району Харківської області.

## Нагороди
- Герой Соціалістичної Праці (26.02.1958)
- орден Леніна (26.02.1958)
- ордени
- медалі